# Хоребеке
Хоребеке (на нидерландски: Horebeke) е селище в Северна Белгия, окръг Ауденарде на провинция Източна Фландрия. Населението му е 2048 души (по приблизителна оценка от януари 2018 г.).